# Île de Bavois
L'île de Bavois est une île du Talent, sur le territoire de Bavois dans le canton de Vaud.

## Galerie

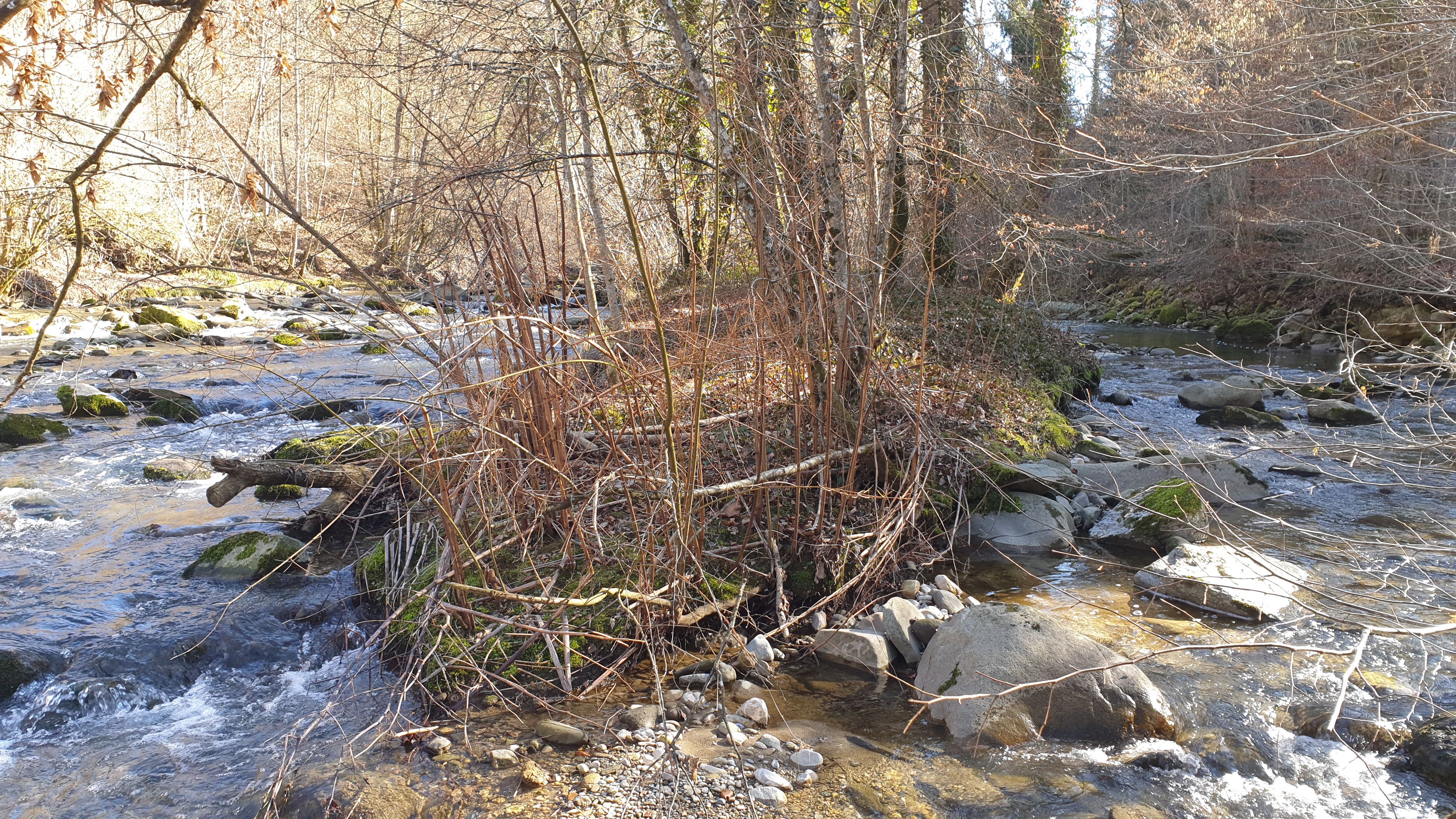
Île de Bavois - Partie nord, vue sud
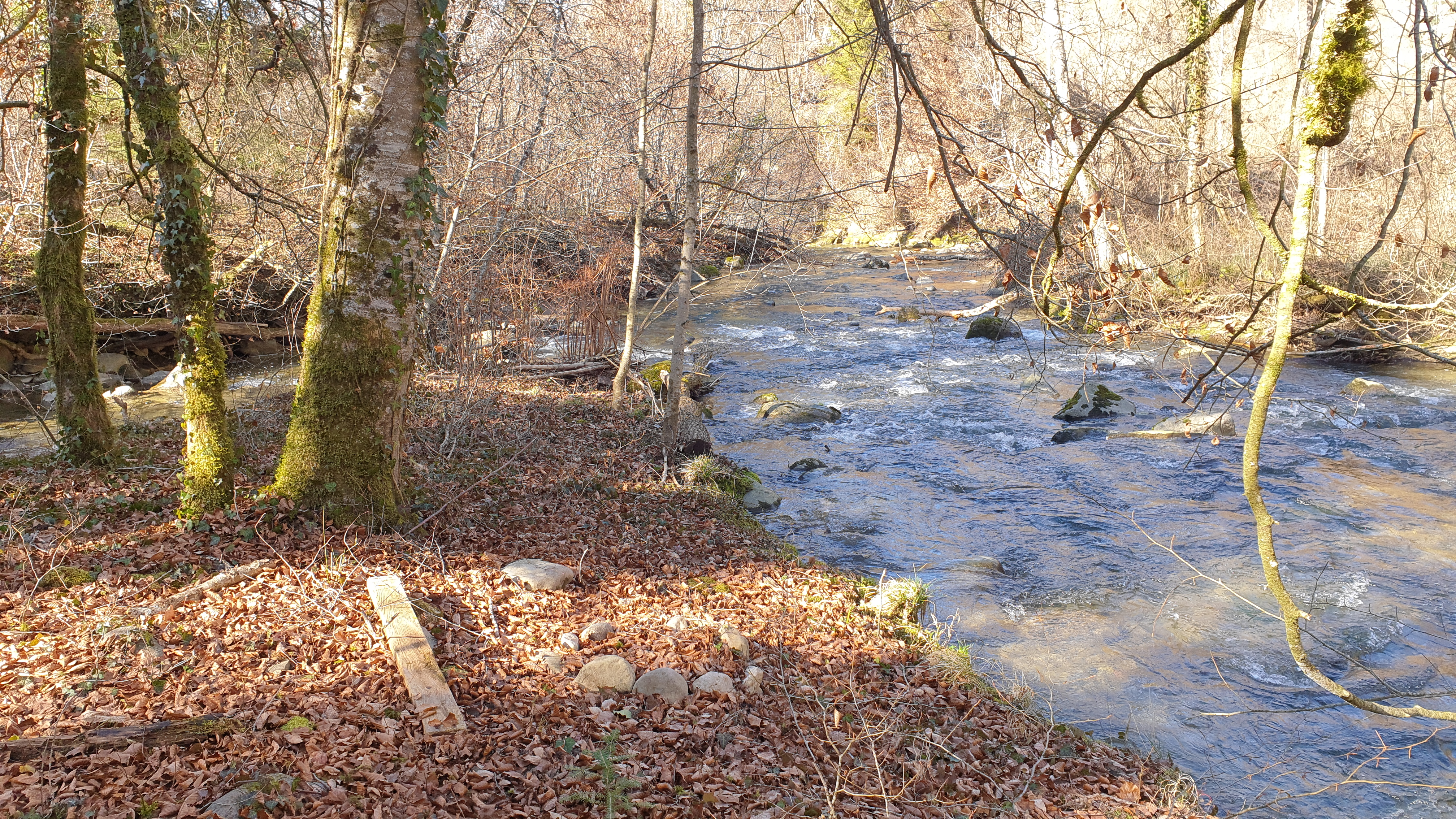
Île de Bavois - Partie centrale, vue nord